# Sant Pere Sestronques
Sant Pere Sestronques és una església situada al terme municipal d'Anglès, la Selva. Forma part de l'Inventari del Patrimoni Arquitectònic de Catalunya.

## Descripció
Edifici aïllat de planta rectangular, d'una sola nau unida a un absis semicircular, coberta a doble vessant a laterals. Cal destacar l'existència d'un porxo cobert també a dues aigües i amb un embigat de fusta i un accés d'escales de pedra, fruit de la reforma de 1994. La nau està unida a l'absis per mitjà d'un arc triomfal de mig punt que arrenca d'una senzilla imposta. L'absis està cobert amb volta de quart de cercle i la nau amb una senzilla estructura de fusta. A l'interior hi ha un banc de pedra al llarg de les parets laterals de la nau. Tant els interiors com els exteriors són fets de pedra vista. Al voltant de la zona de l'absis i de les parets laterals existeix una base de mur més àmplia que fa de suport a la construcció.
La façana principal, a ponent, consta d'una porta de fusta emmarcada de pedra amb un arc de mig punt de dovelles petites i poc treballades. Sobre l'actual porxo s'obre una petita i allargada espitllera i, sobre la teulada, s'alça un campanar d'espadanya d'un sol ull, també cobert amb una petita teulada de doble vessant. La façana septentrional conté una interessant finestra d'arc de ferradura, descoberta en la restauració d'ara fa onze anys. Els voltants estan arranjats acuradament i enjardinats. Fins i tot s'han fet uns aterrassaments per una total contenció de la base de l'ermita.

## Història

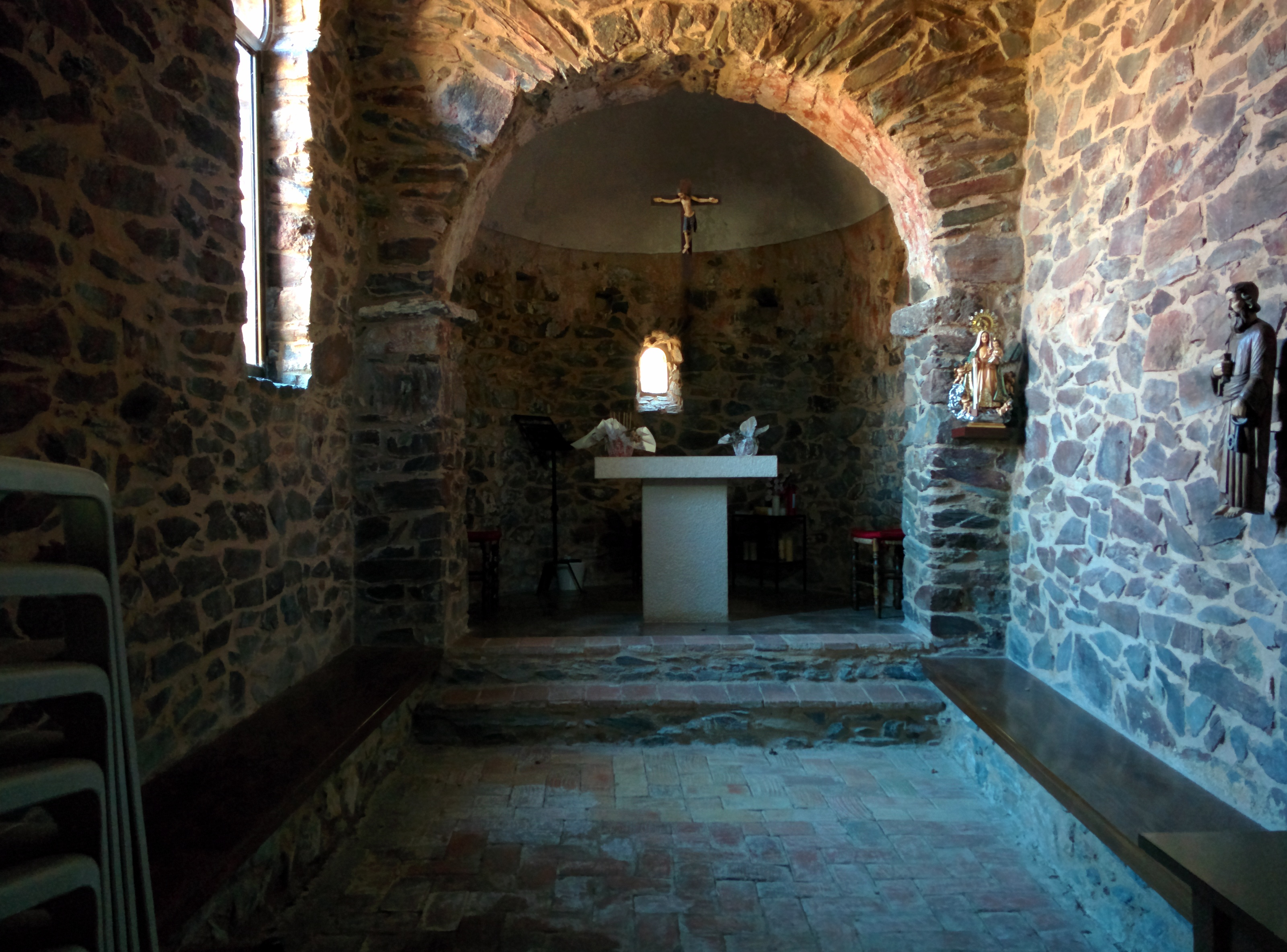
Interior de l'ermita

La primera dada que es té és del segle ix quan era sufragània de l'església de Sant Amanç i més tard de la de Sant Martí Sapresa. El temple actual, però, sembla més tardà, del segle x o xi. A finals del segle xx l'església amenaçava ruïna i fins i tot es va enfonsar el sostre. El temple, durant el 1994, va rebre una important restauració a nivell d'interiors, exteriors, estructura, cobertes, neteja de l'entorn, millora dels accessos, refonamentació, paviments interiors, enllumenat elèctric, i la rehabilitació i renovació d'imatges de culte i mobiliari litúrgic. A partir de llavors, es va restablir el culte a l'ermita, que, malgrat estar dins el terme municipal d'Anglès, pertany a la parròquia de Sant Martí Sapresa. Està dedicada a Sant Pere apòstol i té uns goigs dedicats. Durant la restauració del 1994 es va descobrir una finestra d'arc de ferradura al parament nord, element que ajuda a indicar la seva antiguitat i, per a alguns, l'origen preromànic d'aquest antic lloc de culte. La finestra fou coberta amb una finestra metàl·lica i una reixa protectora. Abans de la restauració existien importants esquerdes als paraments nord i sud en el contacte entre la nau i l'absis i la paret sud estava abombada. L'ermita fou, encara al segle xviii, pertanyent a la parròquia de Sant Amanç (Anglès).

## Ubicació
Aquesta ermita és al cantó de l'antic camí ral que unia Tossa i Anglès, un dels que travessava la comarca de la Selva i que era ben important abans de la construcció de la xarxa de carreteres, a finals del segle xix. Aquest camí passava també per Caldes de Malavella, Vilobí d'Onyar i Sant Romà.